# 盲鯉
盲鯉（学名：Caecocypris basimi）为輻鰭魚綱鯉形目鲤科的一個種，被IUCN列為次級保育類動物，分布於亞洲伊朗及伊拉克，棲息在洞穴中。该物种数量已经极度稀少或可能灭绝。